# Candelariella spraguei
Candelariella spraguei är en lavart som först beskrevs av Edward Tuckerman, och fick sitt nu gällande namn av Alexander Zahlbruckner. Candelariella spraguei ingår i släktet Candelariella och familjen Candelariaceae.   Inga underarter finns listade i Catalogue of Life.